# Ted Milton
Ted Milton (Londen, 1943) is een Engelse dichter, performer en saxofonist.
Hoewel Ted Milton in onze contreien vooral bekend is geworden als frontman en saxofonist van zijn "jazz-punk-psycho-dada-combo" Blurt is hij al sinds de vroege jaren zestig actief als dichter en performer. In 1963 had hij reeds publicaties in het literaire tijdschrift The Paris Review en deelnames aan Jazz-meets Poetry-evenementen in Groot-Brittannië. In 1969 verscheen bij Penguin Books de bloemlezing Children Of Albion – Poetry Of The British Underground, waarin ook enkele gedichten van Ted Milton zijn opgenomen.
Begin jaren zeventig ging Milton de hort op met Mr. Pugh's Velvet Glove Show – zijn eenmansguerrilla-poppentheater – en belandde zowat overal op de Europese theaterfestivals (en zelfs in het voorprogramma van Eric Clapton en Ian Dury) met interpretaties van onder meer Alfred Jarry's theaterstuk Ubu roi. Ook Monty Pythons Terry Gilliam vroeg Ted Milton voor een scène in zijn film Jabberwocky en Tony Wilson, de man die Factory Records (Joy Division, New Order, Happy Mondays) zal oprichten, nodigde Ted uit in zijn tv-programma So It Goes.
In 1980 richtte Ted Milton Blurt op, een trio bestaande uit hemzelf op altsaxofoon, zijn broer Jake Milton op drums en Peter Creese op gitaar. Tony Wilson vroeg hun om één plaatkant te vullen op A Factory Quartet, een dubbelalbum op het dan nog jonge label Factory. Op het label Armageddon verscheen hun debuutsingle "My Mother Was A Friend Of An Enemy Of The People". Door hun onconventionele geluid werkt de groep zich in de kijker en speelde concerten in heel Europa en in Amerika. Op deze manier wisten ze zich te verzekeren van een sterke reputatie als live performers, dankzij de theatrale technieken die Ted Milton zich in de loop der jaren eigen heeft gemaakt.
Tot op heden speelt Blurt nog bijna jaarlijks een aantal concerten in zowel Oost- als West-Europa, onder andere in 2006 nog op "Nancy Jazz Pulsations", en op het Glastonbury Festival. Naast Blurt heeft Ted Milton altijd ruimte gelaten voor soloprojecten en samenwerkingen met artiesten van divers pluimage, onder andere met Playgroup, Steve Beresford, Yam Yam, The Back-To-Normal Big Band, Brian Molko, Arto Lindsay, Fred Frith, Wire en Buscemi (Ted Milton is de saxofonist op "Ghost Track Man" op Camino Real). Als dichter was Ted Milton in 2006 te gast op het internationale literatuurfestival te Berlijn.